# Eduardo da Silva
Eduardo Alves da Silva, mest känd som enbart Eduardo, född 25 februari 1983 i Rio de Janeiro, Brasilien, är en kroatisk tidigare fotbollsspelare av brasilianskt ursprung. 
Han flyttade till Kroatien som 15-åring då han blev värvad av Novalja. Eduardo fick kroatiskt medborgarskap 2002, två år senare debuterade han i både U21-landslaget och A-landslaget.  I klubblaget NK Dinamo Zagreb öste han in mål – 73 på 104 matcher. Säsongen 2006-07 vann han skytteligan med 34 fullträffar, nytt rekord för kroatiska ligan.
Eduardo Alves da Silva skrev ett fyraårskontrakt med Arsenal FC den 2 juli 2007.

## Benbrott
Eduardo bröt benet i en match mot Birmingham City FC i Premier League den 23 februari 2008. Scenen var så chockerande att engelsk media valde att inte visa det live. Det var efter en sen tackling av Martin Taylor redan i den tredje matchminuten som olyckan inträffade och båda benpiporna gick rätt av och benbitar stack ut. Det var oklart när Eduardo förväntades återvända till toppfotboll. Eduardo var till och med nära att behöva amputera foten. Men den 16 februari 2009 gjorde han comeback igen och gjorde då två mål mot Cardiff City FC i FA-cupen.

## Stämd
4 maj 2008 blev Eduardo stämd av en kroatisk journalist då han bröt ett kontrakt under övergången mellan Dinamo Zagreb och Arsenal.

## Meriter
- Kroatiska ligan: 2006, 2007
- Kroatiska cupen: 2004, 2007
- Kroatiska supercupen: 2003, 2004, 2006

- Årets kroatiska spelare: 2004, 2006
- Skyttekung i kroatiska ligan: 2006, 2007